# Rancho Cucamonga
Rancho Cucamonga is een stad in de Amerikaanse staat Californië en telt 127.743 inwoners. Het is hiermee de 167e stad in de Verenigde Staten (2000). De landoppervlakte bedraagt 96,8 km², waarmee het de 171e stad is.

## Demografie
Van de bevolking is 6,1% ouder dan 65 jaar en bestaat voor 16,8% uit eenpersoonshuishoudens. De werkloosheid bedraagt 3 % (cijfers volkstelling 2000).
Ongeveer 27,8% van de bevolking van Rancho Cucamonga bestaat uit hispanics en latino's, 7,9% is van Afrikaanse oorsprong en 6% van Aziatische oorsprong.
Het aantal inwoners steeg van 101.385 in 1990 naar 127.743 in 2000 en tot 165.269 in 2010.

## Klimaat
In januari is de gemiddelde temperatuur 13,3°C, in juli is dat 25,9°C. Jaarlijks valt er gemiddeld 397,0 mm neerslag (gegevens op basis van de meetperiode 1961-1990).

## Plaatsen in de nabije omgeving
De onderstaande figuur toont nabijgelegen plaatsen in een straal van 16 km rond Rancho Cucamonga.

## Geboren
- Young Noble (1978), rapper